# Arméstaben (Finland)
Arméstaben (ARMES) eller Maavoimien esikunta (MAAVE) är en högre ledningsstab inom Finlands armé som verkat sedan 2008. Förbandsledningen är förlagd inom S:t Michels garnison i S:t Michel.

## Historik
Arméstaben i sin nuvarande form grundades 2008 för att leda den största försvarsgrenen. Den tog över efter Arméstaben som var en del av Huvudstaben.

## Verksamhet
Staben ansvarar för ledningen av markförsvaret under normala förhållanden och i kristid. Omkring 300 civila och militärpersoner arbetar vid staben. Arméstaben styr värnpliktsutbildningen i enlighet med beredskaps- och trupproduktionskraven, samt sköter värnpliktsärenden vid försvarsmakten. Till staben hör kansliet och operativa avdelningen samt personal-, underrättelse-, underhålls-, planerings- och ledningssystemavdelningarna. Även vapenslagsinspektörer tjänstgör vid arméstaben.
- Artilleriinspektör
- Infanteriinspektör
- Luftvärnsinspektör
- Pionjär- och skyddsinspektör
- Signalinspektör
- Underhållsinspektör

## Ingående enheter
- Jägarbrigaden, Sodankylä
- Gardesjägarregementet, Helsingfors
- Kajanalands brigad, Kajana
- Karelska brigaden, Kouvola
- Markstridsskolan, Villmanstrand
- Pansarbrigaden, Parola
- Björneborgs brigad, Säkylä och Kankaanpää
- Uttis jägarregemente, Uttis

## Förläggningar och övningsplatser
Arméstaben som finns på det anrika kasernområdet Karkialamp i S:t Michels garnison, en garnison som grundades 1878 när värnplikten infördes i Finland. Garnisonen var länge hemvist för Savolaxbrigaden, vilken dock upplöstes 2006. Därefter så är Arméstaben, informationsförvaltningsenheten och Infanterimuseet grupperade inom garnisonen.

## Förbandschefer
Arméstaben leds av stabschefen med operationschefen för armén som ställföreträdare.

### Kommendören för armén
- 2008–2011: Generallöjtnant Ilkka Aspara
- 2011–2014: Generallöjtnant Raimo Jyväsjärvi
- 2014–2017: Generallöjtnant Seppo Toivonen
- 2017–2021: Generallöjtnant Petri Hulkko
- 2022–20xx: Generallöjtnant Pasi Välimäki

### Stabschefen för armén
- 2008–2008: Generalmajor Mika Peltonen
- 2008–2009: Generalmajor Arto Räty
- 2009–2011: Generalmajor Juha Kilpiä
- 2011–2014: Generalmajor Juha-Pekka Liikola
- 2014–2014: Brigadgeneral Petri Hulkko
- 2015–2016: Generalmajor Jorma Ala-Sankila
- 2017–2017: Generalmajor Petri Hulkko
- 2017–2021: Generalmajor Markku Myllykangas
- 2021–2022: Generalmajor Kim Mattsson
- 2023–20xx: Generalmajor Jukka Jokinen

## Namn, beteckning och förläggningsort
| Arméstaben | 2008-01-01 | – |  |

| ARMES | 2008-01-01 | – |  |

| S:t Michel (F) | 2008-01-01 | – |  |